# József Kovács (piłkarz)
József Kovács (ur. 8 kwietnia 1949 w Balatonlelle) – węgierski piłkarz grający na pozycji pomocnika, reprezentant kraju, srebrny medalista olimpijski z 1972 z Monachium.

## Kariera klubowa
Rozpoczął karierę piłkarską jako junior w Székesfehérvárze w klubie Videoton SC, w którym grał od 1968 jako senior. Występował w tym klubie do 1980. W tym czasie 315 razy wziął udział w meczach I ligi węgierskiej, strzelając 17 bramek. W latach 1980–1985 był zawodnikiem Újpesti Dózsa z Budapesztu (grał w lidze z 80 meczach, bez bramek).

## Kariera reprezentacyjna
W latach 1971–1979 wystąpił w 17 meczach reprezentacji Węgier, strzelając 2 bramki. Był w składzie drużyny węgierskiej na mistrzostwa Europy w 1972 w Belgii, w których Węgrzy zajęli 4. miejsce. Nie wystąpił jednak z żadnym meczu.
Znalazł się również w składzie reprezentacji Węgier na igrzyskach olimpijskich w 1972 w Monachium. Zagrał na nich w dwóch meczach: z reprezentacją Iranu (5:0 dla Węgier) i Meksyku (2:0 dla Węgier). Z igrzysk powrócił ze srebrnym medalem.
8 października 1975 w Łodzi zagrał cały mecz z reprezentacją Polski, który Polska wygrała 4:2.